# Terapia de reposição enzimática
A Terapia de Reposição Enzimática (Em inglês, Enzyme replacement therapy, ERT) é um tratamento medicamentoso de reposição de uma enzima em pacientes nos quais aquela enzima é deficiente ou ausente. Geralmente isso é feito através de uma infusão intravenosa que contém a enzima. A Terapia de reposição enzimática está atualmente disponível para algumas doenças lisossomais: a doença de Gaucher, a doença de Fabry, a MPS I, a MPS II, a MPS IVA, a MPS VI, a doença de Pompe e a deficiência de lipase lisossomal. A terapia de substituição de enzimas não afeta o defeito genético subjacente, mas aumenta a concentração de enzima em que o paciente é deficiente.
Na doença de Pompe a ERT substitui a enzima deficiente alfa-glicosidase ácida lisossomal (GAA)

## História
O conceito de terapia de substituição enzimática foi introduzido em 1964 por Christian de Duve. Um trabalho principal foi feito sobre este assunto no Departamento de Fisiologia da Universidade de Alberta por Mark J. Poznansky e Damyanti Bhardwaj, onde um modelo para a terapia de reposição de enzima foi desenvolvido utilizando ratos.